# Arrondissement di Saint-Dié-des-Vosges
L'arrondissement di Saint-Dié-des-Vosges  è una suddivisione amministrativa francese, situata nel dipartimento dei Vosgi e nella regione del Grand Est.

## Composizione
L'arrondissement di Saint-Dié-des-Vosges raggruppa 90 comuni in 9 cantoni
- cantone di Brouvelieures, che comprende 10 comuni:
  - Belmont-sur-Buttant, Biffontaine, Bois-de-Champ, Brouvelieures, Domfaing, Fremifontaine, Mortagne, Les Poulières, Les Rouges-Eaux e Vervezelle.
- cantone di Corcieux, che comprende 13 comuni:
  - Arrentès-de-Corcieux, Aumontzey, Barbey-Seroux, Champdray, La Chapelle-devant-Bruyères, Corcieux, Gerbépal, Granges-sur-Vologne, Herpelmont, La Houssière, Jussarupt, Rehaupal e Vienville.
- cantone di Fraize, che comprende 9 comuni:
  - Anould, Ban-sur-Meurthe-Clefcy, La Croix-aux-Mines, Entre-deux-Eaux, Fraize, Mandray, Plainfaing, Saint-Léonard, e Le Valtin.
- cantone di Gérardmer, che comprende 3 comuni:
  - Gérardmer, Liézey e Xonrupt-Longemer.
- cantone di Provenchères-sur-Fave, che comprende 7 comuni:
  - Le Beulay, Colroy-la-Grande, La Grande-Fosse, Lubine, Lusse, La Petite-Fosse e Provenchères-sur-Fave.
- cantone di Raon-l'Étape, che comprende 9 comuni:
  - Allarmont, Celles-sur-Plaine, Étival-Clairefontaine, Luvigny, Nompatelize, Raon-l'Étape, Raon-sur-Plaine, Saint-Remy e Vexaincourt.
- cantone di Saint-Dié-des-Vosges-Est, che comprende 16 comuni:
  - Ban-de-Laveline, Bertrimoutier, Coinches, Combrimont, Frapelle, Gemaingoutte, Lesseux, Nayemont-les-Fosses, Neuvillers-sur-Fave, Pair-et-Grandrupt, Raves, Remomeix, Saint-Dié-des-Vosges (frazione di comune), Sainte-Marguerite, Saulcy-sur-Meurthe e Wisembach.
- cantone di Saint-Dié-des-Vosges-Ovest, che comprende 6 comuni:
  - La Bourgonce, Saint-Dié-des-Vosges (frazione di comune), Saint-Michel-sur-Meurthe, La Salle, Taintrux e La Voivre.
- cantone di Senones, che comprende 18 comuni:
  - Ban-de-Sapt, Belval, Châtas, Denipaire, Grandrupt, Hurbache, Ménil-de-Senones, Le Mont, Moussey, Moyenmoutier, La Petite-Raon, Le Puid, Saint-Jean-d'Ormont, Saint-Stail, Le Saulcy, Senones, Le Vermont e Vieux-Moulin

## Società

### Evoluzione demografica
| 1968                     | 1975   | 1982   | 1990   | 1999   |
| ------------------------ | ------ | ------ | ------ | ------ |
| 96.261                   | 97.080 | 95.092 | 93.310 | 93.398 |
| Numero valutato dal 1968 |        |        |        |        |